# Kraftwerk Payra
Das Kraftwerk Payra ist ein Kohlekraftwerk im Distrikt Patuakhali, Division Barishal, Bangladesch, das am Galachipa liegt.  Mit Stand April 2023 sind zwei Kraftwerksblöcke mit einer installierten Leistung von jeweils 660 MW in Betrieb; zwei weitere Blöcke mit derselben Leistung sind in Bau.
Das Kraftwerk wurde am 21. März 2022 durch die Premierministerin des Landes, Sheikh Hasina, offiziell eingeweiht.

## Kraftwerksblock
Das Kraftwerk besteht gegenwärtig aus zwei Blöcken, die in Betrieb sind; zwei weitere Blöcke sind in Bau. Die folgende Tabelle gibt einen Überblick:
| Block | Max. Leistung (MW) | Betriebsbeginn    | Turbine           | Generator         | Dampfkessel       | Status |
| ----- | ------------------ | ----------------- | ----------------- | ----------------- | ----------------- | ------ |
| 1     | 660                | 15. Mai 2020      | Shanghai Electric | Shanghai Electric | Dongfang Electric |        |
| 2     | 660                | 8. Dezember 2020  | Shanghai Electric | Shanghai Electric | Dongfang Electric |        |
| 3     | 660                | geplant Mai 2024  |                   |                   |                   | in Bau |
| 4     | 660                | geplant Juni 2024 |                   |                   |                   | in Bau |

Mit dem Bau des Kraftwerks wurde im Dezember 2017 begonnen. Der Block 1 nahm den kommerziellen Betrieb am 15. Mai 2020 auf, der Block 2 am 8. Dezember 2020. Die Blöcke 1 und 2 verwenden ultra-superkritische Technologie (Siehe Überkritisches Wasser); die Temperatur des Dampfs liegt bei 600/610 °C, der Druck bei 26,25 MPa.
Die Blöcke 3 und 4 sollen 2024 in Betrieb gehen.

## Eigentümer
Das Kraftwerk wurde durch die Bangladesh China Power Company (BCPCL) errichtet. BCPCL ist ein Joint Venture, an dem die China National Machinery Import and Export und die North-West Power Generation Company mit jeweils 50 % beteiligt sind.

## Sonstiges
Die Kosten für die Errichtung der ersten beiden Blöcke des Kraftwerks werden mit 2 (bzw. 2,48) Mrd. USD angegeben. Die Kosten für die Blöcke 3 und 4 des Kraftwerks werden mit 2,06 Mrd. USD veranschlagt.
Der erzeugte Strom wird über eine 400-kV-Doppelleitung abgeführt. Die Doppelleitung sollte ursprünglich bis Dezember 2020 fertiggestellt werden; sie wurde jedoch erst im Dezember 2022 in Betrieb genommen. Dadurch konnte das Kraftwerk in diesem Zeitraum nur mit verringerter Leistung gefahren werden.
Das Kraftwerk benötigt ca. 13.000 Tonnen Kohle pro Tag; pro Jahr werden ca. 4,12 Mio. Tonnen Kohle benötigt. Die Kohleversorgung des Kraftwerks wurde am 1. Januar 2023 eingestellt, da Bangladesch die Kohlelieferungen des Jahres 2022 nicht bezahlt hatte. Der Preis für die Importkohle war von 84 USD je Tonne im Januar 2021 auf 370 USD je Tonne im Januar 2023 gestiegen. Im Februar 2023 war aufgrund ausbleibender Kohlelieferungen nur noch ein Block in Betrieb, während der zweite Block stillgelegt war.